# 아닐 카푸르
아닐 카푸르(Anil Kapoor, 1959년 12월 24일 ~ )는 인도의 배우, 제작자이다.

## 작품 목록

### 영화 출연
- 사랑의 순간 (1991)
- 비위 넘버 원 (1999)
- 타알 (1999)
- 노 엔트리 (2005)
- 사랑의 인사 (2007)
- 슬럼독 밀리어네어 (2008)
- 미션 임파서블: 고스트 프로토콜 (2011)
- 슛아웃 앳 와달라 (2013)
- 레이스 2 (2013)
- 레이스 3 (2018)
- 모글리: 정글의 전설 (2018)
- AK 대 AK (2020) - 아닐 카푸르 역

### 텔레비전 출연
- 24 (2010, 2013-16)
- 패밀리 가이 (2016)

### 영화 제작
- 간디, 나의 아버지 (2007)
- 쿠브수랏 (2014)